# Estación del Norte (Barcelona)

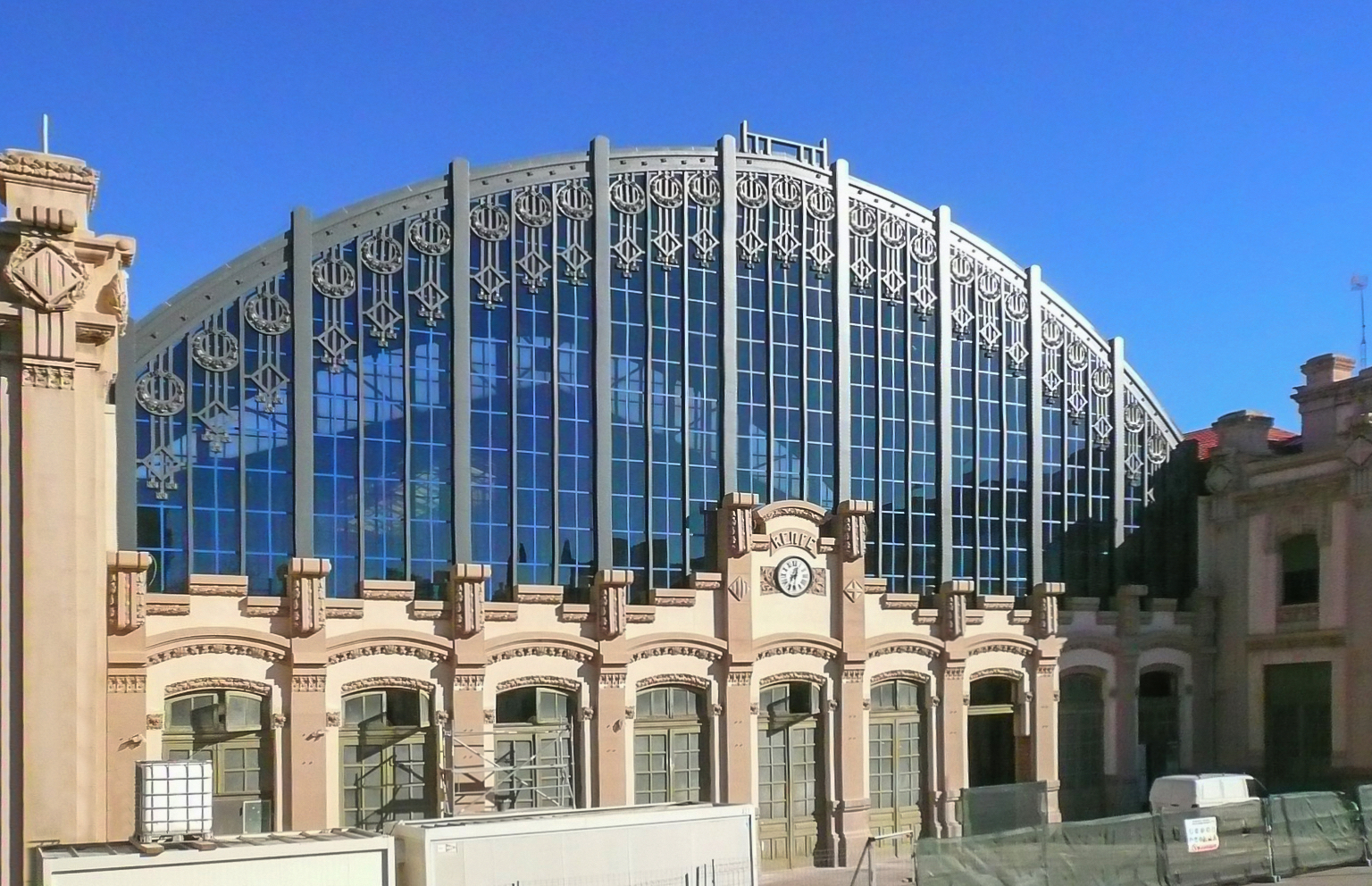
Fachada principal, obra de Demetrio Ribes

La estación del Norte (oficialmente Barcelona Nord), también conocida como estación de Zaragoza y Barcelona-Vilanova, es una de las tres estaciones de autobús de Barcelona, siendo la más importante de Cataluña en cuanto a viajeros y conexiones nacionales e internacionales. Anteriormente fue una estación ferroviaria de Barcelona. Actualmente forma un intercambiador multimodal con la estación de Arco de Triunfo donde enlaza con el Metro de Barcelona (L1), con tres líneas de cercanías (R1, R3 y R4) y una línea de regionales (R12).
Entre sus instalaciones se encuentra el Polideportivo Estación del Norte que en los Juegos Olímpicos de Barcelona 1992 albergó las competiciones de tenis de mesa.

## Historia
La historia de la Estación del Norte empezó en 1852, cuando la Compañía del Ferrocarril de Zaragoza a Barcelona obtuvo la concesión para la construcción de una línea entre Barcelona y Zaragoza. Se decidió emplazar la estación terminal de Barcelona en Els horts de Sant Pere, unos terrenos considerados zona militar porque se encontraban entre lo que había sido el Fuerte Pío y la Ciudadela. La estación de Zaragoza de Barcelona se construyó en 1861, siendo el ingeniero Pere Andrés Puigdollers el responsable de la obra. Fue inaugurada el 21 de mayo de 1862.

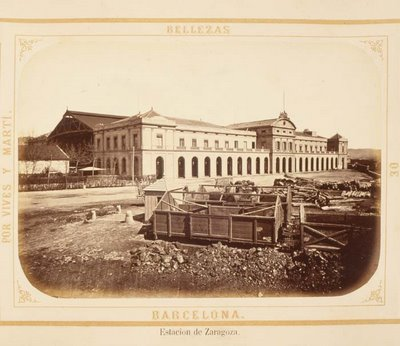
La estación en 1874

En 1878 la Compañía del Ferrocarril de Zaragoza a Pamplona y Barcelona fue absorbida por la Compañía de los Caminos de Hierro del Norte de España, por lo que la terminal pasó a ser conocida como Barcelona Norte. Entre finales del siglo XIX y principios del XX el recinto sufrió varias remodelaciones. En 1910 se amplió con una cubierta de estructura metálica y en 1912 se construyó un nuevo acceso a lo que luego sería la Avenida Vilanova. Esta nueva fachada fue obra de Demetrio Ribes, autor también de la estación del Norte de Valencia.
En 1941 la Compañía de los Caminos de Hierro del Norte de España fue nacionalizada, y su red quedó integrada en la nueva Red Nacional de los Ferrocarriles Españoles (RENFE). La estación del Norte pasó a llamarse Barcelona-Vilanova, aunque conservó popularmente su denominación anterior. Tras casi un siglo de servicio, en 1972 el Ministerio de Obras Públicas decidió clausurar la estación, trasladando todos los servicios a la Estación de Francia, por entonces denominada Barcelona-Término. El último tren de pasajeros que entró en la estación fue un TER procedente de Madrid, el día 23 de septiembre de 1972, a las diez de la noche.

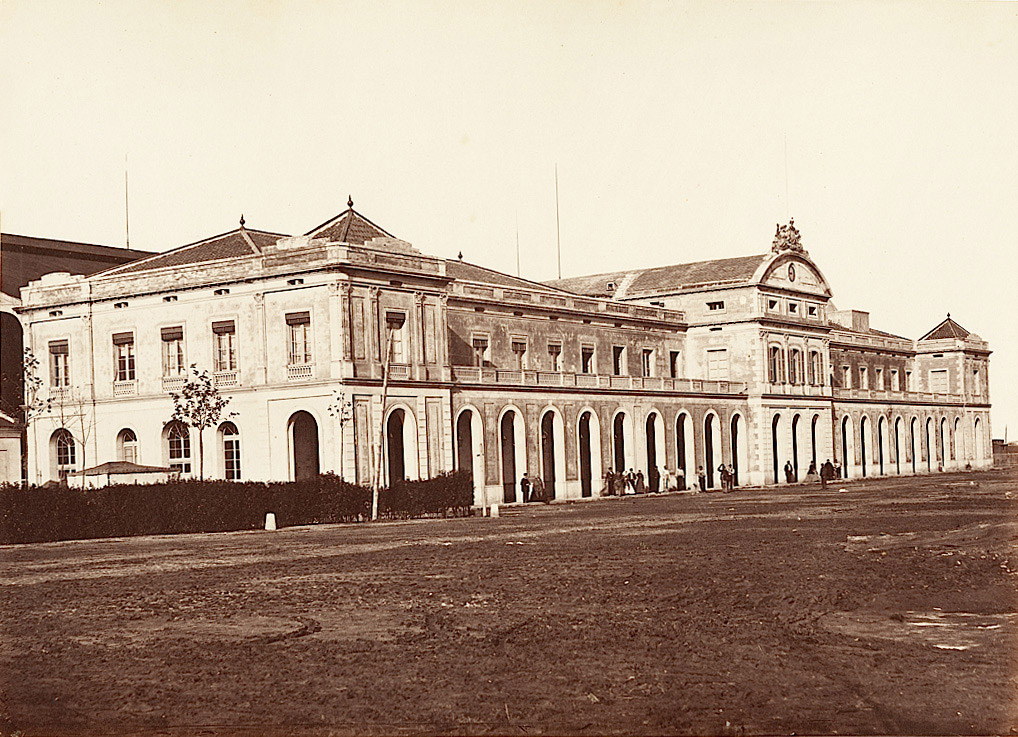
Estación del Norte, Barcelona, c. 1864-1867, Department of Image Collections, National Gallery of Art Library, Washington D. C.

Tras su cierre ferroviario, la estación quedó prácticamente en desuso. En 1983 el Ayuntamiento compró a RENFE los terrenos, un total de 57 757 m². El objetivo era reconvertir el edificio de la antigua estación en una terminal para autobuses de largo recorrido, además de crear un Museo del Transporte, que finalmente nunca vio la luz. Los planes urbanísticos municipales también preveían levantar un Auditorio o Palacio de Congresos en los terrenos anexos, ocupados por las vías ferroviarias, aunque este proyecto se demoró más de una década.
A pesar de funcionar como terminal de autobuses de largo recorrido, la mayor parte del recinto de la Estación del Norte continuó prácticamente en estado de abandono y degradación, hasta que en 1987 el Comité Organizador de los Juegos Olímpicos de Barcelona 1992 anunció que sería la sede de las pruebas de tenis de mesa.
Los arquitectos Enric Tous y Josep Maria Fargas fueron los encargados de la remodelación de la estación, respetando gran parte de la estructura original del edificio. Las obras costaron 752 millones de pesetas y se inauguraron en noviembre de 1991 con la disputa de la Copa del Mundo por equipos de tenis de mesa. Además del recinto deportivo, la remodelación incluyó la construcción de un cuartel de la guardia urbana, una nueva estación de autobuses y un parque, obra de Carme Fiol y Andreu Arriolo, donde se instalaron dos esculturas de la artista norteamericana Beverly Pepper.
Tras los Juegos, en diciembre de 1992, entró en servicio la estación de autobuses, adoptando oficialmente la denominación Barcelona Nord. Paralelamente, el Ayuntamiento de Barcelona inició una reordenación para que todas las líneas de autobús de largo recorrido con llegada a la ciudad se concentrasen, únicamente, en esta terminal y en la de la estación de Sants. Posteriormente, se inauguraron el Teatro Nacional de Cataluña (1996) y el Auditorio de Barcelona (1999), ambos edificados sobre los terrenos que habían pertenecido a la Estación de Norte.
Desde 2008 se realizan obras en la estación de Arco de Triunfo para mejorar los accesos del intercambiador con la terminal de autobuses.